# Specklinia schaferi
Specklinia schaferi är en orkidéart som först beskrevs av Oakes Ames, och fick sitt nu gällande namn av Carlyle August Luer. Specklinia schaferi ingår i släktet Specklinia och familjen orkidéer. Inga underarter finns listade i Catalogue of Life.